# Walterinnesia aegyptia
Walterinnesia aegyptia là một loài rắn trong họ Rắn hổ. Loài này được Lataste mô tả khoa học đầu tiên năm 1887.

## Hình ảnh

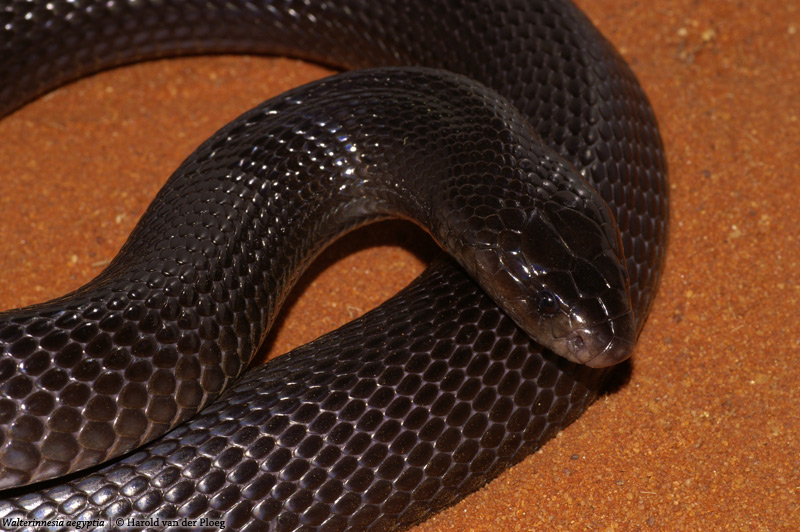
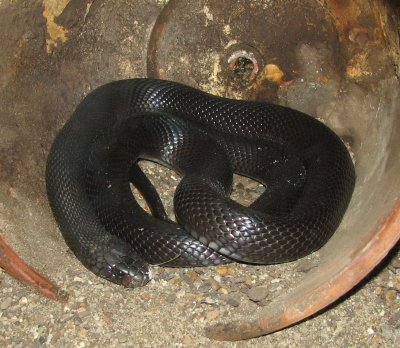